# Cryptantha abramsii
Cryptantha abramsii là loài thực vật có hoa trong họ Mồ hôi. Loài này được I.M.Johnst. mô tả khoa học đầu tiên năm 1923.